# Прандоцин-Высёлек
Прандо́цин-Высёлек (пол. Prandocin-Wysiołek) — село в Польше в сельской гмине Сломники Краковского повета Малопольского воеводства.

## География
Село располагается в 1 км от административного центра гмины города Сломники и в 24 км от административного центра воеводства города Краков.
В 1975—1998 годах село входило в состав Краковского воеводства.

## Население
По состоянию на 2013 год в селе проживало 530 человек.
| 2007 | 2013 |
| ---- | ---- |
| 541  | 530  |

| Перепись  | Всего   | Всего | Женщины | Женщины | Мужчины | Мужчины |
| --------- | ------- | ----- | ------- | ------- | ------- | ------- |
| Единицы   | человек | %     | человек | %       | человек | %       |
| Население | 530     | 100   | 262     | 49,43   | 268     | 50,57   |